# Baie-Sainte-Anne Playing Fields
Baie-Sainte-Anne Playing Fields – to stadion piłkarski w mieście Baie Sainte Anne na wyspie Praslin na Seszelach. Swoje mecze rozgrywa na nim drużyna piłkarska Côte d'Or FC. Stadion może pomieścić 1000 widzów.